# 28-и европейски филмови награди
28-ите европейски филмови награди се присъждат от Европейската филмова академия на 12 декември 2015 г. в Берлин.

## Награди и номинации по категория
| Филм | Документален филм |
| --- | --- |
| - Младост - Омарът - Мустанг - Гълъб, кацнал на клон, размишлява за битието - Овни - Виктория | - Ейми - Dancing with Maria - The Look of Silence - Сирийска любовна история - Toto si surorile lui |
| Комедия | Анимационен филм |
| - Гълъб, кацнал на клон, размишлява за битието - Семейство Белие - Съвсем Нов завет | - Песента на морето - Адама - Овцата Шон: Филмът |
| Награда на публиката | Откритие на годината |
| - Малкият остров - Гълъб, кацнал на клон, размишлява за битието - Форсмажор - Левиатан - Самба - Qu'est-ce qu'on a fait au Bon Dieu? - Игра на кодове - Солта на земята - Виктория - Белият бог           | - Мустанг - Ich seh Ich seh - Limbo - Бавен Запад - Im Sommer wohnt er unten |
| Режисьор | Сценарий |
| - Паоло Сорентино – Младост - Малгожата Шумовска – Тяло - Йоргос Лантимос – Омарът - Нани Морети – Моята майка - Рой Андершон – Гълъб, кацнал на клон, размишлява за битието - Себастиан Шипер – Виктория | - Йоргос Лантимос и Ефтимис Филипу – Омарът - Раду Жуде и Флорин Лазареску – Аферим! - Алекс Гарланд – Ex Machina: Бог от машината - Андрю Хей – 45 години - Рой Андершон – Гълъб, кацнал на клон, размишлява за битието - Паоло Сорентино – Младост |
| Актьор | Актриса |
| - Майкъл Кейн – Младост - Том Кортни – 45 години - Колин Фарел – Омарът - Кристиян Фридел – 13 минути - Венсан Линдон – La loi du marché                                                                  | - Шарлот Рамплинг – 45 години - Маргерита Буй – Моята майка - Лая Коста – Виктория - Алисия Викандер – Ex Machina: Бог от машината - Рейчъл Вайс – Младост                                                                                           |

- Оператор: Мартин Гшлахт (Ich seh Ich seh)
- Филмов монтаж: Яцек Дросио (Тяло)
- Декори: Съвсем Нов завет
- Костюми: Омарът
- Филмова музика: Cat's Eyes (The Duke of Burgundy)
- Звук: Хиляда и една нощ
- Продуцент: Андреа Окипинти
- Постижение в световното кино: Кристоф Валц
- Цялостен принос: Шарлот Рамплинг
- Почетна награда: Майкъл Кейн
- Награда на младата публика (Европейски филмови награди):
  - Невидимото момче
    - Min lilla syster
    - You're Ugly Too